# Verlengde Willemsbrug
Verlengde Willemsbrug – most drogowy w Rotterdamie, w Holandii. Został otwarty w 1963 roku. Biegnie w miejscu, w którym łączą się dwa baseny portowe, Scheepmakershaven oraz Wijnhaven. Zawiera po dwa pasy ruchu w każdą stronę oraz dodatkowy pas dla transportu publicznego, po obu stronach mostu znajdują się również ścieżki dla pieszych oraz rowerzystów. Dawniej Verlengde Willemsbrug stanowił bezpośrednie przedłużenie starego mostu Willemsbrug.